# REG4
REG4 (англ. Regenerating family member 4) – білок, який кодується однойменним геном, розташованим у людей на короткому плечі 1-ї хромосоми. Довжина поліпептидного ланцюга білка становить 158 амінокислот, а молекулярна маса — 18 230.
| 10         |  | 20         |  | 30         |  | 40         |  | 50         |
| ---------- |  | ---------- |  | ---------- |  | ---------- |  | ---------- |
| MASRSMRLLL |  | LLSCLAKTGV |  | LGDIIMRPSC |  | APGWFYHKSN |  | CYGYFRKLRN |
| WSDAELECQS |  | YGNGAHLASI |  | LSLKEASTIA |  | EYISGYQRSQ |  | PIWIGLHDPQ |
| KRQQWQWIDG |  | AMYLYRSWSG |  | KSMGGNKHCA |  | EMSSNNNFLT |  | WSSNECNKRQ |
| HFLCKYRP   |  |            |  |            |  |            |  |            |

A: Аланін

C: Цистеїн

D: Аспарагінова кислота

E: Глутамінова кислота

F: Фенілаланін

G: Гліцин

H: Гістидин

I: Ізолейцин

K: Лізин

L: Лейцин

M: Метіонін

N: Аспарагін

P: Пролін

Q: Глутамін

R: Аргінін

S: Серин

T: Треонін

V: Валін

W: Триптофан

Задіяний у таких біологічних процесах як поліморфізм, альтернативний сплайсинг. 
Білок має сайт для зв'язування з лектинами. 
Секретований назовні.